# Harangláb (település)
Harangláb (románul: Hărănglab), falu Romániában, Maros megyében.

## Története
1301-ben Haranglaab néven említik először a források. 1332-ben plébániatemploma volt, papja, Mihály a pápai tizedjegyzék szerint 15 dénár adót fizetett.
A középkori római-katolikus lakosság a reformációt követően felvette a református vallást, majd áttért az unitárius hitre. Később a lakosság egy része ismét reformátussá vált.	
Mikefalva község része. A trianoni békeszerződésig Kis-Küküllő vármegye Dicsőszentmártoni járásához tartozott.

## Népessége
2002-ben 881 lakosa volt, ebből 592 magyar, 177 román, 110 cigány és 1 szerb nemzetiségű.

## Vallások
A falu lakói közül 185-en ortodox, 99-en unitárius 580-an református hitűek, illetve 9 fő római katolikus és 4 fő nazarénus.